# Frankrikes Grand Prix 2003
Frankrikes Grand Prix 2003 var det tionde av 16 lopp ingående i formel 1-VM 2003.

## Resultat
1. Ralf Schumacher, Williams-BMW, 10 poäng
2. Juan Pablo Montoya, Williams-BMW, 8
3. Michael Schumacher, Ferrari, 6
4. Kimi Räikkönen, McLaren-Mercedes, 5
5. David Coulthard, McLaren-Mercedes, 4
6. Mark Webber, Jaguar-Cosworth, 3
7. Rubens Barrichello, Ferrari, 2
8. Olivier Panis, Toyota, 1
9. Jacques Villeneuve, BAR-Honda
10. Antonio Pizzonia, Jaguar-Cosworth
11. Cristiano da Matta, Toyota
12. Heinz-Harald Frentzen, Sauber-Petronas
13. Nick Heidfeld, Sauber-Petronas
14. Justin Wilson, Minardi-Cosworth
15. Ralph Firman, Jordan-Ford
16. Jos Verstappen, Minardi-Cosworth

### Förare som bröt loppet
- Jarno Trulli, Renault (varv 45, motor)
- Fernando Alonso, Renault  (43, motor)
- Giancarlo Fisichella, Jordan-Ford (42, motor)
- Jenson Button, BAR-Honda (21, bränslebrist)

## VM-ställning
| Förarmästerskapet 1. Michael Schumacher, Ferrari, 64 2. Kimi Räikkönen, McLaren-Mercedes, 56 3. Ralf Schumacher, Williams-BMW, 53 | Konstruktörsmästerskapet 1. Ferrari, 103 2. Williams-BMW, 100 3. McLaren-Mercedes, 85 |